# Oficio de tinieblas (novela)
Oficio de tinieblas es la segunda novela de la escritora mexicana Rosario Castellanos, publicada en 1962 por la editorial Joaquín Mortiz.
En la novela, Rosario Castellanos ficcionaliza las rebeliones indígenas del siglo XIX ocurridas en los Altos de Chiapas, situándolas en el contexto de la reforma agraria promovida por el presidente Lázaro Cárdenas entre 1934 y 1940.: 164 
La novela ha sido objeto de traducciones a varias lenguas, entre ellas el italiano, el francés, el alemán y el inglés.